# 瘤足蕨
瘤足蕨（学名：Plagiogyria adnata）也称镰叶瘤足蕨、小瘤足蕨、岭南瘤足蕨，为瘤足蕨科瘤足蕨属下的一个种。